# Maladie de la tête jaune
Pour les articles homonymes, voir YHD et Tête jaune.
La maladie de la tête jaune (YHD, sigle de yellowhead disease) est une infection virale qui affecte les crevettes, notamment la crevette géante tigrée (Penaeus monodon), l'une des deux principales espèces de crevettes d'élevage. Cette maladie est hautement létale et contagieuse, tuant les crevettes rapidement. Des flambées de cette maladie ont balayé en l'espace de quelques jours des populations entières dans de nombreuses fermes aquacoles qui élevaient l'espèce Panaeus monodon, c'est-à-dire en particulier les élevages du Sud-Est asiatique. En thaï, on appelle cette maladie Hua leung.
Cette maladie est provoquée par le virus de la tête jaune (YHV, sigle de yellowhead virus), un virus à ARN simple brin de sens positif apparenté aux coronavirus et aux arterivirus. Un virus très étroitement apparenté est le virus associé aux branchies (GAV, acronyme de Gill-associated virus), qui est l'espèce type du genre Okavirus.
Le céphalothorax des crevettes infectées devient jaune à l'issue d'une période inhabituelle de nourrissage intense qui s'achève brusquement. Les crevettes alors moribondes s'agglomèrent près de la surface des bassins avant de mourir. La maladie de la tête jaune entraîne la mort des crustacés dans l'espace de deux à quatre jours.
La maladie de la tête jaune a été signalée pour la première fois en Thaïlande en 1990, le virus étroitement apparenté GAV a été découvert en 1995 pendant une épidémie apparentée à la maladie de la tête jaune dans les élevages de crevettes australiens.